# Бордман, Питер
Питер Дэвид Бордман (англ. Peter David Boardman; 25 декабря 1950, Брэмхолл, Стокпорт, Большой Манчестер — 17 мая 1982, Эверест) — британский альпинист, горный гид, писатель — лауреат премии Джона Ллевеллин Риза. Совершил целый ряд выдающихся для своего времени восхождений в различных уголках планеты, среди которых первые по юго-западной стене на Эверест и по северному гребню на Канченджангу, первовосхождение на Конгур и южную вершину Гауришанкары.
Пропал без вести 17 мая 1982 года вместе с Джо Таскером во время восхождения на Эверест по ранее не пройденному северо-восточному гребню вершины. Его тело было обнаружено только спустя десять лет, обстоятельства трагедии не выяснены.

## Биография
Питер Бордман родился в Брэмхолле младшим из сыновей Алана и Дороти Бордманов. Там же окончил начальную (англ. Nevill Road County Primary School) и среднюю (англ. Stockport Grammar School) школу. Ещё в подростковом возрасте дважды побывал на Корсике, в горах которой впервые почувствовал вкус «свободы передвижения, лёгкости, с которой сквозь горную страну на своих плечах я нёс кров, тепло, пищу и топливо».
В 1966 году Питер вступил в Манчестерский горный клуб (англ. Mynydd Climbing Club), в котором начал серьёзно заниматься горной подготовкой со своим другом со школьной скамьи Берри Монкмэном, а несколько позже с Дэйвом Поунэллом. В клубе он быстро стал ведущим VS-клаймбером по гравелитам и на скальных маршрутах Пик-Дистрикт. В 1968-м он впервые побывал в Пеннинских Альпах, где быстро освоил классические маршруты, став лучшим из британских скалолазов своего времени. В течение 1970-73 годов он сделал скоростное восхождение по северо-западному ребру на Пти-Дрю (с Крисом Фицхьюгом (англ. Chris Fitzhugh)), а также первым из британцев прошёл диретиссиму Северной стены Олана, северную стену Нестхорна и диретиссиму северной стены Брайтхорна.
Ещё со школы Бордман интересовался литературой. Он поступил в Ноттингемский университет, который закончил со степенью в области Английской литературы. В 1973 году получил диплом преподавателя в Университетском колледже Северного Уэльса (Бангор), однако работать по профессии, в буквальном смысле этого слова, ему не довелось. В сентябре 1973 года он устроился в Glenmore Lodge — национальный учебный центр экстремальных видов спорта, и в сентябре 1977-го получил свидетельство инструктора по горной подготовке (англ. The Mountain Guide Carnet).
В 1975 году он стал членом Британского совета по альпинизму в должности национального представителя (англ. National Officer). Несмотря на небольшой опыт работы в различных международных комитетах и рабочих группах, он быстро освоился на этом посту, наладив многочисленные контакты как с начинающими альпинистами, так и с различными альпклубами. В 1979 году Пит Бордман был избран президентом Ассоциации британских горных гидов (BMG). Приобретённый опыт работы в Совете вкупе с умением вести переговоры и знанием политики в области развития международного альпинизма в значительной степени способствовали тому, что в 1977 году BMG стала полноправным членом Международного объединения горных гидов.
После трагической гибели Дугала Хэстона, в январе 1978 года Бордман возглавил Международную школу альпинизма (англ. International School of Mountaineering - ISM) в швейцарском Лезене и оставался её руководителем вплоть до своей трагической гибели. На этой работе ему посчастливилось совместить то, что он любил больше всего — горы и преподавательскую деятельность. Восхождения в качестве инструктора никогда не были для него рутиной и приносили удовлетворение как его партнёрам, так и ему самому.

## Карьера в альпинизме
Первой большой самостоятельной экспедицией Бордмана стала поездка в Афганистан (Гиндукуш) в 1972 году вместе с командой из университетского горного клуба, председателем которого Питер являлся с 1971 по 1972 годы. В рамках экспедиции удалось совершить целый ряд восхождений, среди которых особо выделяют первые по Северной стене на Koh-I-Khaaik и первое на Koh-i-Mondi. Эти восхождения получили высокую оценку альпинистского сообщества.

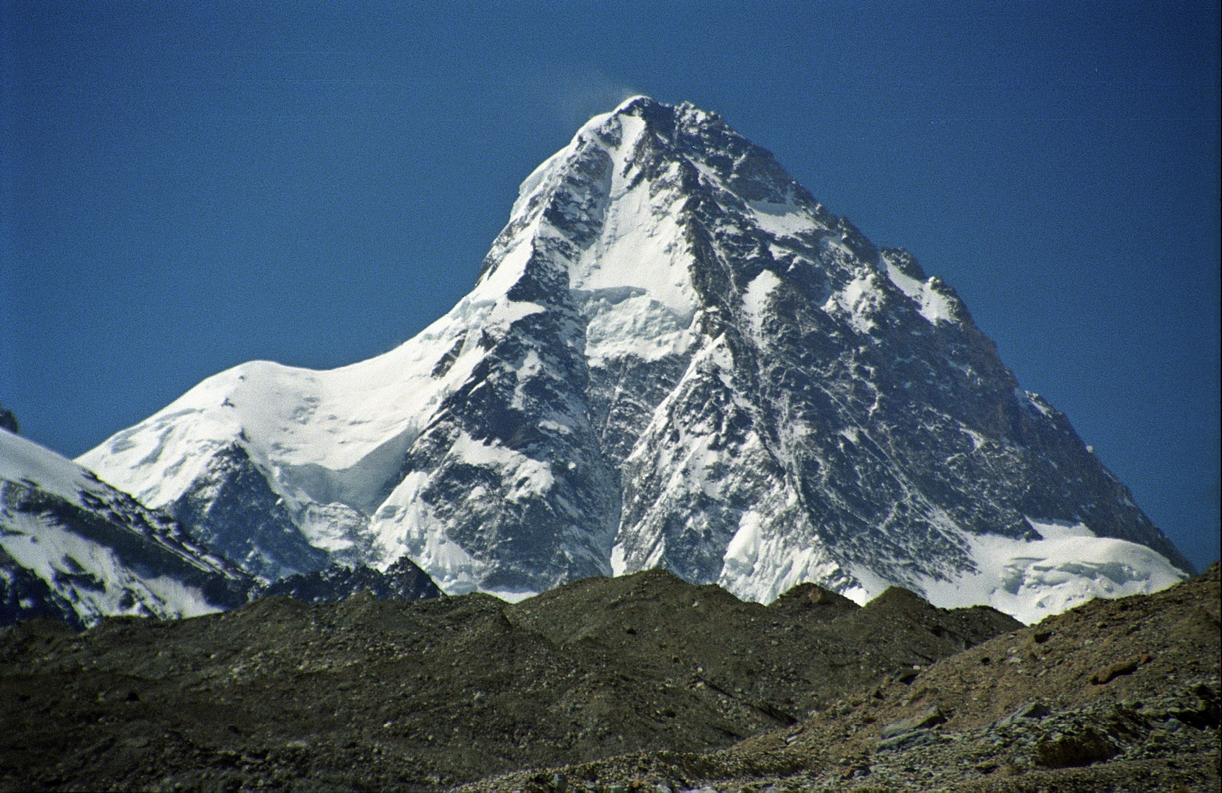
K2 с северной стороны

В 1974 году Бордман вместе с Роджером О-Донованом (англ. Roger O’Donovan) сделал первое восхождение по южной стене на Дэн-Бирд (Аляска). В первой половине 1975-го он побывал на Кавказе, а летом по приглашению Криса Бонингтона присоединился к британской экспедиции на Эверест по юго-западной стене, в которой был самым молодым из её участников. «Питер был старательным и дисциплинированным членом команды, хотя немного замкнутым в социальном плане. Он был, безусловно, одним из самых сильных альпинистов, и поэтому был выбран для второго восхождение по Юго-Западной стене вслед за Дугалом Хэстоном и Дагом Скоттом». 26 сентября 1975 года в 1:40 пополудни Бордман и шерпа Петемба (англ. Pertemba) достигли вершины Эвереста. Однако их достижение было омрачено — в этот же день во время восхождения пропал без вести Мик Бёрк, ещё один участник их штурмовой группы.
В 1976 году вместе с Джо Таскером Питер совершил восхождение по сложнейшей Западной стене на Чангабанг — 1700-м метрам «колоссально вздымающихся вертикальных и нависающих скал, покрытых пятнами натёчного льда» (второе восхождение на вершину). Крис Бонингтон назвал этот маршрут «самым сложным в Гималаях», а редактор журнала Mountain magazine Кэн Уилсон, ранее оценивая шансы на успех Таскера и Бордма, скептически сказал, что «он не выглядит маршрутом для женатых мужчин». Об этом восхождении Пит написал книгу «Сияющая гора», которая в 1979 году была удостоена премии Джона Ллевеллин Риза как лучшая работа года в области литературы.
В 1978-м Бордман принял участие в экспедиции Бонингтона на К2 по Западному ребру, однако она не добилась сколь-нибудь значимых результатов, поскольку после гибели в лавине её участника Ника Эсткурта была свёрнута руководителем. На Рождество — в начале следующего 1979 года в Снежных горах Новой Гвинеи вместе с Хилари Колинз — своей будущей супругой, Пит поднялся на Джаю и Дугундугу (Dugundugu), а весной вместе с Таскером, Скоттом и Джорджем Беттембургом прошёл в альпийском стиле и без кислорода новый маршрут (по северному гребню) на Канченджангу. Осенью этого же года Бордман возглавил британо-непальскую экспедицию на Гауришанкару — гору, из-за своей сложности получившей репутацию «Гималайского Эйгера». В состав альпинистской группы вошли Джон Бэрри (англ. John Barry), Тим Лич (англ. Tim Leach), швейцарец Гай Найтардт (англ. Guy Neithardt) и шерпа Пемба Лама (англ. Sherpa Pemba Lama). 9 ноября Бордман, Лич, Найтардт и Пемба совершили первое в истории восхождение на южную вершину Гауришанкары (7010 м, по западному гребню). О своих восхождениях в течение этого года в малоизведанных районах планеты Пит написал книгу «Священные вершины», которая была издана только в 1982 году — уже после гибели её автора. В ней есть и романтическая любовь к горам, неподдельный интерес писателя к их истории и топографии, а также описаны нюансы различных стилей экспедиций в горы.
В 1980-м году вместе с Джо Таскером, Дагом Скоттом и Диком Реншоу Бордман вернулся на Западное ребро Чогори (на маршрут 1978 года Бонингтона), но им удалось продвинуться лишь на пару сотен метров выше, нежели в предыдущей попытке (~ до 7000 м). Скотт после этого вернулся домой, а Бордман и остальные участники попробовали подняться по ребру Абруццкого (по классическому маршруту). Им удалось достигнуть отметки чуть выше 8000 метров, после чего непогода вынудила их отступить.
На следующий год Пит в составе британской экспедиции Майкла Уорда (англ. Michael Ward — врача легендарной экспедиции на Эверест-1953) в Китай (англ. The British Kongur Expedition) вместе с Крисом Бонингтоном, Аланом Роузом и Джо Таскером 12 июля совершил первое в истории восхождение на 37-ю по высоте в мире и высочайшую вершину китайской (практически неисследованной к тому времени) части Памира Конгур (7649). Совершённое в альпийском стиле, восхождение на эту вершину (по высоте чуть менее 8000 метров) стало одним из самых замечательных, но при этом мало известных альпинистских достижений 1980-х годов.

### Последняя экспедиция

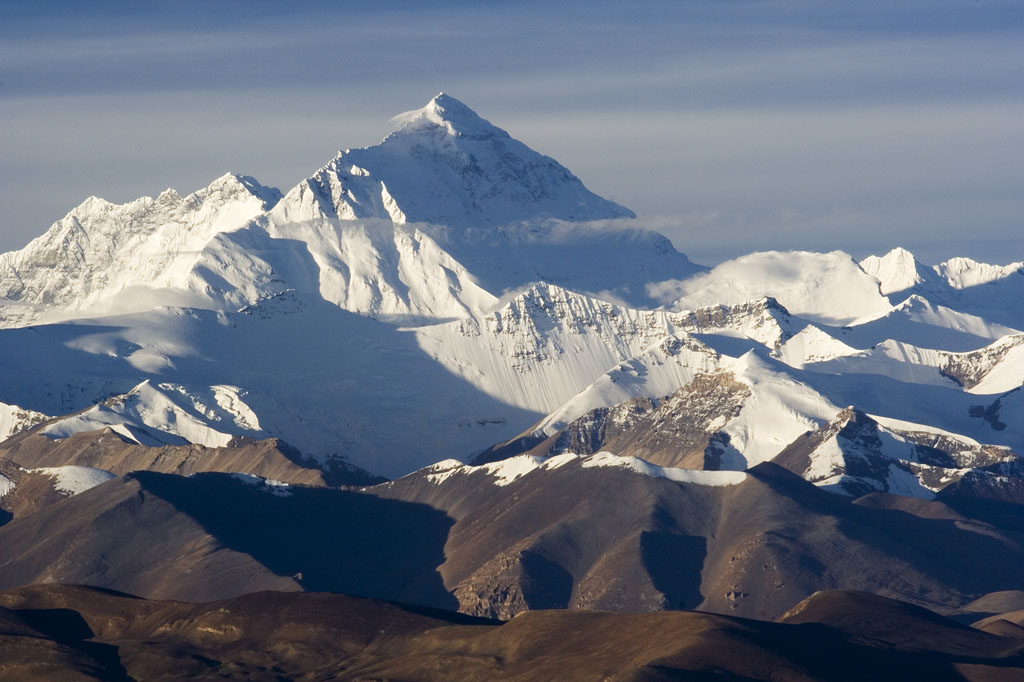
Северо-восточный гребень Эвереста (восходящий к вершине левее от центра)

В марте 1982 года Пит Бордман, Джо Таскер и Дик Реншоу вошли в состав организованной Крисом Бонингтоном небольшой экспедиции на Эверест, целью которой было восхождение на высшую точку планеты по ранее непройденному и технически очень сложному северо-восточному гребню. В течение почти двух месяцев альпинистская группа обрабатывала новый маршрут и накануне решающего штурма была достигнута высота 8100 метров. 15 мая Таскер и Бордман вышли на штурм вершины из передового базового лагеря (Бонингтон отказался от восхождения из-за своего физического состояния и худшей акклиматизации, а Дик Реншоу из-за проблем со здоровьем). В тот же день они без проблем дошли до снежной пещеры на 6812 м, а 16 мая до третьего лагеря — снежной пещеры на 7850 м. 17-го альпинисты планировали пройти ключевой участок маршрута — Три жандарма, и выйти на классический маршрут с северного седла. Последний раз их наблюдали в телескоп вечером около 21.00 17 мая вблизи Второго жандарма (Second Pinnacle (8250 м)). 18 мая визуальный контакт установить не удалось. 19-го Бонингтон и Эдриан Гордон поднялись на северное седло, откуда в течение 2-х дней наблюдали за маршрутом — но безрезультатно. По истечение 10 дней отсутствия Питер Бордман и Джо Таскер были признаны погибшими.
Тело Питера Бордмана было найдено только в 1992-м году японско-казахстанской экспедицией на снежном склоне вблизи вершины Второго жандарма (со стороны Эвереста), тело Таскера пока так и не обнаружено. Точные обстоятельства трагедии неизвестны.

## Личная жизнь, память
В 1980-м году Пит женился на Хилари Коллинз (англ. Hilary Collins). Он познакомился с ней в 1974 году и на протяжении последующих шести лет она была постоянным спутником в его путешествиях, в частности, они совершили совместные восхождения на Кению и Килиманджаро.
Как дань памяти Джо Таскера и Питера Бордмана Крисом Бонингтоном был учреждён благотворительный фонд «The Boardman Tasker Charitable Trust», который осуществляет поддержку авторов литературных произведений, главной темой которых являются горы. Фондом ежегодно вручается специальная премия.

## Комментарии
1. ↑  В британской системе категорирования маршрутов Very Severe (VS) - очень сложная, примерно 5Б-6А по российской классификации
2. ↑  Кратчайший путь от подножия вершины до верха
3. ↑  На штурм вершины почти одновременно вышли четверо альпинистов. Мартин Бойсен сошёл с маршрута из-за проблем с кислородным оборудованием. Мика Берка последний раз видели Бордман и Петемба во время спуска с вершины в условиях ухудшающейся погоды. До вершины Мику оставалось порядка сотни метров по высоте по простому гребневому маршруту - он даже предложил Бордману и Петембе вернуться обратно, чтобы снять момент восхождения. Из-за проблем с кислородным оборудованием у Бордмана альпинисты договорились начать совместный спуск чуть ниже, но встреча так и не состоялась[8]
4. ↑  До 1979 года на гору были предприняты пять безуспешных попыток восхождений, в том числе в 1964-м Дона Уилланса, Йена Хоуэлла и Йена Клафа (под руководством Дэнниса Грэя). Только 8 мая 1979 года американской экспедиции Эл Рида удалось подняться на главную — северную вершину массива (Джон Роскелли и шерпа Додже). В состав экспедиции также входил Петемба — напарник Бордмана по восхождению на Эверест[14].